# Therese Hächler
Therese Hächler, née le 18 juillet 1950 à Berne (Suisse), est une dessinatrice et brodeuse autodidacte suisse.

## Biographie
Après deux apprentissages successifs de secrétaire-comptable et de libraire de 1966 à 1971 à Berne, Therese Hächler se libère de ses strictes conventions familiales, et emménage chez son amoureuse fermière et artiste Rak Lehmann, en contrebas du village de Kirchlindach. Elle commence à cette période à réaliser de manière intuitive sur sa machine à coudre Keller ses premiers patchworks : "Je m'appropriais alors en autodidacte ma matière première, ma précieuse collection de restes de tissus anciens et neufs de différentes couleurs et de différentes textures, en soie et en coton, mais aussi synthétiques, côtelés, satinés, en lurex, brocart, tulle, taffetas ou encore en velours. Je découvrais un immense plaisir à les découper dans des formes différentes et à les coudre soigneusement ensemble, en combinant avec mon imagination les nuances de couleurs et les environnements de motifs ornementaux, pour donner naissance à une surface structurée et vivante".
Elle remporte avec ses oeuvres textiles, durant trois années consécutives, de 1977 à 1979, le Prix suisse d'arts appliqués remis au Kornhaus de Berne.
Du 22 avril au 13 mai 1979, Therese Hächler expose ses oeuvres textiles et dessinées à la Galerie Ringmauer à Morat, lieu alors important de la scène culturelle bernoise. A cette première exposition, l'artiste autodidacte dévoile par ses oeuvres textiles sa "véritable maîtrise dans les combinaisons et la luminosité des couleurs". Son travail, écrit alors un autre journaliste, "s'apparente à une énigme visuelle: des rangées de maisons stylisées côtoient des vues urbaines, des flèches voisinent avec des pyramides, des symboles de montagnes s'accordant avec des champs labourés".
En 1981, elle donne naissance à une fille avec l'artiste brodeur et musicien Ficht Tanner, dont elle devient la compagne de vie. Ensemble, ils s'installent au Honnerlagscher Doppelpalast à Trogen, un lieu qu'il lui apparait immédiatement comme "la maison idéale" pour vivre en totale harmonie sentimentale et artistique.
L'écrivaine zurichoise Marianne Weissberg réalise en 1989 un reportage photographique sur l'univers de Therese Hächler, "mère et artiste".
En 2010, après de nombreuses expositions dans la région de Saint-Gall, Therese Hächler connaît une reconnaissance pour son parcours d'artiste autodidacte, avec la publication d'un numéro de la revue culturelle de l'Appenzell, Obacht Kultur, entièrement consacré à quelques personnalités atypiques vivant dans la région: ce numéro lui dédie non seulement sa couverture, sur laquelle elle apparaît déguisée avec ses créations textiles, mais également un long entretien.
"Pendant que je fais de la couture, ou bien du dessin, je vis des voyages imaginaires. Au fur et à mesure que mes énergies s'organisent, l'ordre rentre dans mes compositions. (...) Le travail n'est pour moi jamais un combat: je le vis comme méditatif. A peine je choisis un départ dans une nouvelle création, que le motif dessiné ou cousu prend progressivement le rôle de guide pour la suite".

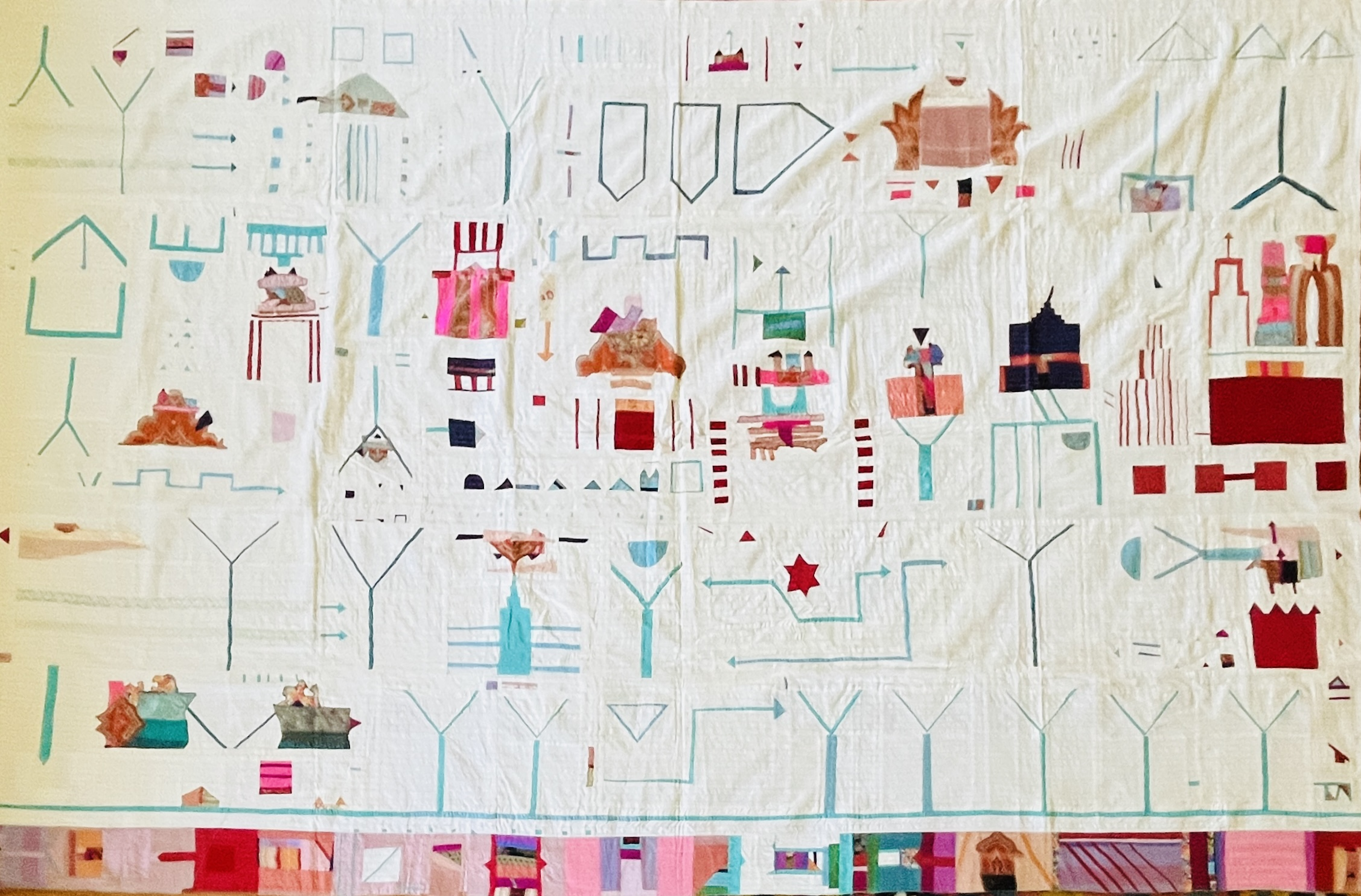
Therese Hächler (1950-2024), Sans titre, Patchwork, soie et tissus divers, 1979, H. 208 x L. 330 cm, Collection particulière

## Expositions (non exhaustif)
- 1979: Galerie Ringmauer (Morat), 22 avril - 13 mai[3];
- 1981: Salon international de l'artisanat (Munich)[10];
- 1981: Galerie Ringmauer (Morat), 22 novembre - 13 décembre[11];
- 1983: Galerie Ringlauer (Morat), 27 novembre - 18 décembre ;
- 1993: Honnerlagscher Doppelpalast (Trogen), 4 - 13 juin 1993;
- 2004 : Galerie Waidelich (Heiden), Therese Hächler / Ficht Tanner, 19 août - 12 septembre[12] ;
- 2005 : Appenzeller Volkskunde Museum (Stein), 20 novembre - 29 janvier[13];
- 2010: Honnerlagscher Doppelpalast (Trogen), 18 - 27 juin[14] ;
- 2012: Château de Dottenwil (Wittenbach), 5 septembre - 21 octobre 2012[15] ;
- 2025: Halle Saint Pierre (Paris), L'Etoffe des rêves: création textile, 12 septembre 2025 - 31 juillet 2026[16];